# Josephine Kulea
Josephine Kulea é uma ativista queniana de direitos das mulheres. Resgatada da Mutilação genital feminina e do Casamento forçado quando criança, ela fundou a Fundação Samburu Girls, que já salvou mais de 1 000 meninas de práticas semelhantes. Kulea foi reconhecida como “heroína não cantada” pelo embaixador dos Estados Unidos no Quênia, Michael Ranneberger, em 2011.

## Vida
Josephine Kulea cresceu entre o Povo Samburu no Quênia. O Condado de Samburu tem tradição de “contagem de miçangas”, em que parentes do sexo masculino presenteiam meninas com colares de miçangas, obrigam-nas a se submeter à Mutilação genital feminina (MGF) e depois mantêm relações sexuais com elas. Qualquer criança nascida desses arranjos é morta após o parto. Kulea foi salva dessa prática e de um casamento infantil por um padre local, sendo enviada a um internato em Meru, com a bênção dos pais. Após a morte do pai, dois anos depois, seus tios tentaram forçá-la a se casar, mas a mãe recusou e garantiu que ela continuasse na escola. Kulea concluiu o ensino médio em regime de internato e fez curso na Escola de Enfermagem Mathari Consolata em Nyeri.
Formada enfermeira, Kulea recusou um casamento arranjado com um empresário. Sua formação mostrou-lhe que a mutilação genital feminina não era prática comum em outras comunidades e não tinha respaldo além das tradições locais. Kulea recebeu financiamento em 2008 para resgatar outras meninas em Samburu, Laikipia e Isiolo. Um dos primeiros resgates foi o de duas primas suas — uma delas prestes a se casar aos 10 anos — e, em seguida, de sua irmã, de 7 anos, escalada para substituí-la. Kulea conseguiu prender os tios responsáveis (FGM e casamento infantil foram tornados ilegais no Quênia em 2011).
Em 2012, Kulea fundou a Fundação Samburu Girls e, em setembro daquele ano, já havia resgatado 56 meninas e providenciado seu acesso ao ensino médio. Além disso, 13 bebês dessas meninas foram acolhidos em orfanatos. Kulea trabalha em parceria com a polícia e com a esposa do deputado de Samburu Oeste, Simeon Lesrima. Ela conta com uma rede de informantes que a avisa sobre práticas ilegais em curso. Também apresenta um programa de rádio para conscientizar a população e divulgar sua fundação. Até o fim de 2016, estima-se que ela tenha salvado mais de 1 000 meninas de MGF e casamento forçado.
Kulea e a fundação enfrentam oposição de políticos e igrejas temerosos de perder votos ou membros, e ela já recebeu ameaças e maldições de anciãos locais. Sua citação favorita é: “Quando você educa um homem, educa um indivíduo. Quando você educa uma mulher, educa uma nação.”, de James Emman Kwegyir Aggrey.